# Money in the Bank 2022
Money in the Bank (2022) was de 13e professioneel worstel-pay-per-view (PPV) en WWE Network evenement van Money in the Bank dat georganiseerd werd door WWE voor hun Raw en SmackDown brands. Het evenement vond plaats op 2 juli 2022 in het MGM Grand Garden Arena in Paradise, Nevada.

## Productie

### Achtergrond
Het evenement werd aangekondigd bij het evenement SummerSlam in augustus 2021, die gehouden werd Allegiant Stadium. Er werd onthuld dat MITB ook in het Allegiant Stadium gehouden zou worden. Op 26 mei 2022, is er echter onthuld dat evenement verplaatst is van evenementenzaal. De reden hiervoor is dat er een tekort aan tickets werd verkocht voor het Allegiant Stadium. Oorspronkelijk gekochte tickets voor het Allegiant Stadium werden terugbetaald, waarbij de fans op 1 juni voor het eerst toegang kregen om tickets voor MGM te kopen, voordat de tickets op 3 juni in de verkoop gingen voor het grote publiek.

## Matches
| Nr. | Match | Winnaar(s)         | Opmerkingen                                                                                     | Bron  |
| --- | --- | ------------------ | ----------------------------------------------------------------------------------------------- | ----- |
| 1   | Liv Morgan vs. Alexa Bliss vs. Asuka vs. Becky Lynch vs. Lacey Evans vs. Raquel Rodriguez vs. Shotzi              | Liv Morgan         | Money in the Bank ladder match voor een vrouwlijkkampioenschapswedstrijd contract.              | [ 6 ] |
| 2   | Bobby Lashley vs. Theory (c)                                                                                      | Bobby Lashley (nc) | Een-op-een match voor het WWE U.S. Championship.                                                | [ 6 ] |
| 3   | Bianca Belair (c) vs. Carmella                                                                                    | Bianca Belair      | Een-op-een match voor het WWE Raw Women's Championship.                                         | [ 6 ] |
| 4   | The Usos (JImmy & Jey Uso) (c) vs. The Street Profits (Angelo Dawkins & Montez Ford)                              | The Usos           | Tag team match voor het Undisputed WWE Tag Team Championship.                                   | [ 6 ] |
| 5   | Ronda Rousey (c) vs. Natalya                                                                                      | Ronda Rousey       | Een-op-een match voor het WWE SmackDown Women's Championship.                                   | [ 6 ] |
| 6   | Liv Morgan vs. Ronda Rousey (c)                                                                                   | Liv Morgan (nc)    | Een-op-een match voor het WWE SmackDown Women's Championship. Morgan's diende haar contract in. | [ 6 ] |
| 7   | Theory vs. Drew McIntyre vs. Madcap Moss vs. Omos vs. Riddle vs. Sami Zayn vs. Seth "Freakin" Rollins vs. Sheamus | Theory             | Money in the Bank ladder match voor een wereldkampioenschapswedstrijd contract.                 | [ 6 ] |